# Loi de Gauss-Kuzmin
En théorie des probabilités, la loi de Gauss-Kuzmin est une loi de probabilité discrète à support infini qui apparaît comme loi de probabilité asymptotique des coefficients dans le développement en fraction continue d'une variable aléatoire uniforme sur {\displaystyle ]0,1[}. Le nom provient de Carl Friedrich Gauss qui considéra cette loi en 1800, et de Rodion Kuzmin qui donna une borne pour la vitesse de convergence en 1929, par l'intermédiaire de la fonction de masse :
{\displaystyle p(k):=\mathbb {P} (X=k)=-\log _{2}\left(1-{\frac {1}{(1+k)^{2}}}\right)~.}

## Théorème de Gauss-Kuzmin
Soit {\displaystyle U} une variable aléatoire uniforme sur {\displaystyle ]0,1[} et
{\displaystyle U={\frac {1}{k_{1}+{\frac {1}{k_{2}+\cdots }}}}}
son développement en fraction continue. Alors
{\displaystyle \lim _{n\to \infty }\mathbb {P} \left\{k_{n}=k\right\}=-\log _{2}\left(1-{\frac {1}{(k+1)^{2}}}\right)~.}
Ou de manière équivalente, en notant {\displaystyle U_{n}=1/(k_{n+1}+1/(k_{n+2}+\cdots ))~;}
alors
{\displaystyle \Delta _{n}(s):=\mathbb {P} \left\{U_{n}\leq s\right\}-\log _{2}(1+s)}
converge vers 0 quand {\displaystyle n} tend vers l'infini.

## Vitesse de convergence
En 1928, Kuzmin donne la borne
{\displaystyle |\Delta _{n}(s)|\leq C\exp(-\alpha {\sqrt {n}})}.
En 1929, Paul Lévy l'améliore en majorant
{\displaystyle |\Delta _{n}(s)|\leq C\,0{,}7^{n}}.
Plus tard, Eduard Wirsing montre, que pour {\displaystyle \lambda =0{,}30366\dots } (la constante de Gauss-Kuzmin-Wirsing), la limite
{\displaystyle \Psi (s)=\lim _{n\to \infty }{\frac {\Delta _{n}(s)}{(-\lambda )^{n}}}}
existe  pour tout {\displaystyle s\in [0,1]}, et la fonction {\displaystyle \Psi } est analytique et satisfait {\displaystyle \Psi (0)=\Psi (1)=0}. D'autres bornes ont été établies par K. I. Babenko.